# Thelma Schoon
Thelma Schoon (1996) is een Nederlands theologe en pastoor binnen de Oud-Katholieke Kerk.

## Jeugd en studie
Schoon werd geboren in een gemengdgelovig huwelijk. Haar vader was een oud-katholieke priester en haar moeder en grootvader waren protestantse predikanten. Ze was als kind misdienaar in de Oud-Katholieke Kerk alwaar ze haar vader hielp tijdens de vieringen. In haar puberjaren begon ze echter afstand te nemen van het geloof. Ze ging naar het atheneum aan het Regionale Scholengemeenschap Enkhuizen en het Leidsche Rijn College in Utrecht. Toen zij achttien jaar was begon haar gevoel voor het geloof toch weer terug te komen en besloot theologie te gaan studeren. Ze studeerde aan de Protestantse Theologische Universiteit en het Oud-Katholiek Seminarie in Utrecht. Tijdens haar studie liep ze stage in de Immanuelkerk in Groningen.

## Loopbaan
Schoon werd op 27 augustus 2023 door aardsbisschop Bernd Wallet tot diaken gewijd in de Sint-Gertrudiskathedraal in Utrecht. In dat zelfde jaar werd ze uitgeroepen tot Jonge Theoloog des vaderlands. Na haar wijding is ze voornamelijk actief als jongerenpastoor in Haarlem en Utrecht en als docent levensbeschouwing aan het Niftarlake College in Maarssen.